# William Marwood
 (octobre 2010).
Si vous disposez d'ouvrages ou d'articles de référence ou si vous connaissez des sites web de qualité traitant du thème abordé ici, merci de compléter l'article en donnant les références utiles à sa vérifiabilité et en les liant à la section « Notes et références ».
Pour les articles homonymes, voir Marwood.
William Marwood, né en 1820 et mort le 4 septembre 1883, fut l’un des plus célèbres bourreaux de l’histoire du Royaume-Uni. Il serait l’inventeur de la technique de pendaison dite « Long Drop » en usage aujourd’hui presque partout dans le monde, dans  les pays utilisant la pendaison comme méthode légale d’exécution. 

## Biographie
Marwood, qui était cordonnier sur la Church Lane à Horncastle, dans le Lincolnshire, demanda un jour au gouverneur James Foster du château de Lincoln qui abritait la prison de la ville, de pouvoir procéder à l’exécution d’un condamné à mort. Il était alors âgé de 52 ans. Le gouverneur accepta son offre, et fut agréablement surpris de l’efficacité avec laquelle ce bourreau qui ressemblait énormément au Prince Albert (époux de la reine Victoria) pendit le 1er avril 1872 William Frederick Horry.
À la mort de William Calcraft en 1879 (qui avait officié pendant 45 ans), Marwood pris alors sa succession en étant nommé exécuteur par les Sheriffs de Londres et du Middlesex, avec un salaire annuel de 20 £, plus 10 £ par exécution.
Avant sa nomination, la technique en usage jusqu’alors consistait à pendre le condamné « jusqu’à ce que mort s’ensuive », c’est-à-dire obtenir le trépas de celui-ci par simple strangulation. La chute de faible hauteur (ou « Short Drop ») du supplicié dans la fosse étant destinée à s’assurer d’un brusque serrage du nœud coulant autour du cou de celui-ci.
On imagine que la vision d’un condamné secoué de spasmes ne réjouissait pas particulièrement les directeurs de prison et le personnel pénitentiaire, qui étaient malheureusement plus ou moins contraint d’assister à ce spectacle depuis la suppression des exécutions en place publique en 1868.
Marwood mit au point la technique du « Long Drop » (« Longue chute ») destinée à obtenir la mort instantanée du condamné par la rupture de ses vertèbres cervicales.
De plus, il remplaça le nœud coulant par un anneau de cuivre (permettant à la corde de glisser encore plus facilement), fixé sur une corde de chanvre particulièrement lisse et de grande qualité qu’il faisait venir d’Italie (les cordes utilisées jusqu’alors étaient de qualités médiocres et n’étaient pas aussi souples).

## Pendaisons
Outre William Frederick Horry qui fut le premier d’entre eux, William Marwood procéda à 176 pendaisons durant sa carrière dont :
- Charles Peace, l'archétype du cambrioleur et assassin de l’époque victorienne, dont le nom sema la terreur au sein de la population à l'époque ; Il fut pendu à la prison Armley à Leeds dans le Yorkshire, le 25 février 1879. Marwood avait apparemment rencontré Peace lors d’un voyage en chemin de fer quelques années auparavant. Celui-ci l’avait questionné sur ses expériences en tant qu’exécuteur. Au moment de sa pendaison, Marwood rassura Peace, en lui disant que sa technique du Long Drop était rapide et indolore ;
- Kate Webster, une servante irlandaise qui avait assassiné sa patronne à l’aide d’une hache. Elle fut pendue à la prison de Wandsworth à Londres, le 29 juillet 1879 ;
- Charles Shurety qui avait sauvagement battu à mort la fille de sa conjointe. Il a été exécuté à la prison de Newgate à Londres le 5 janvier 1880, après l'échec d'une tentative destinée à arrêter l’exécution à la suite d'un faux ordre du Home Office ;
- Percy Lefroy Mapleton, qui avait tué Isaac Frederick Gold dans un train entre Londres et Brighton afin de lui voler sa montre et quelques pièces de monnaie ; Mapleton avait été arrêté presque immédiatement, mais s’était échappé avant d'être de nouveau arrêté, condamné et pendu le 29 novembre 1881 ;
- Dr George Henry Lamson, qui avait empoisonné avec de l’aconitine, Percy Johns (son beau-frère de 18 ans handicapé) à Wimbledon en vue d'obtenir une part de l'héritage familial. Il a été jugé et reconnu coupable, puis pendu à la prison de Wandsworth, le 28 avril 1882 ;
- Joe Brady et quatre autres membres de la Irish National Invincibles qui assassinèrent Lord Frederick Cavendish, le Secrétaire en chef britannique pour l'Irlande (Chief Secretary for Ireland), ainsi que Thomas Henry Burke, le Sous-Secrétaire permanent pour l'Irlande. Les deux assassinats furent commis dans le Phoenix Park à Dublin avec des couteaux chirurgicaux. Les cinq accusés ont été pendus à la prison de Kilmainham à Dublin en 1883 ;
- Maolra Seoighe, accusé avec six autres hommes, des meurtres de cinq membres de la famille Joyce à Maamtrasna. Il est pendu avec deux autres accusés, le 15 décembre 1882 à Galway. En 2018, le président irlandais, Michael Higgins, sur avis du gouvernement, a officiellement gracié Maolra Seoigh, reconnaissant une erreur judiciaire.

Peu de temps après cette quintuple exécution, Marwood mourut la même année d’une pneumonie et de la jaunisse. Il est enterré à la Trinity Church à Horncastle, dans le Lincolnshire. 
Il fut remplacé dans sa tâche par James Berry.